# NGC 2203
NGC 2203 je otvoreni skup  u zviježđu Stolu. 

## Vanjske poveznice
- SEDS: NGC 2203